# 홀랜드 크리스천 고등학교
홀랜드 크리스천 고등학교(Holland Christian High School)은 1902년에 설립되었으며 미국 미시간주 홀랜드 오타와거리에 있는 학교이다.